# Cimitirul ostașilor români și germani din Bordești
Cimitirul ostașilor români și germani din Bordești este un sit aflat pe teritoriul satului Bordești, comuna Bordești.

## Galerie

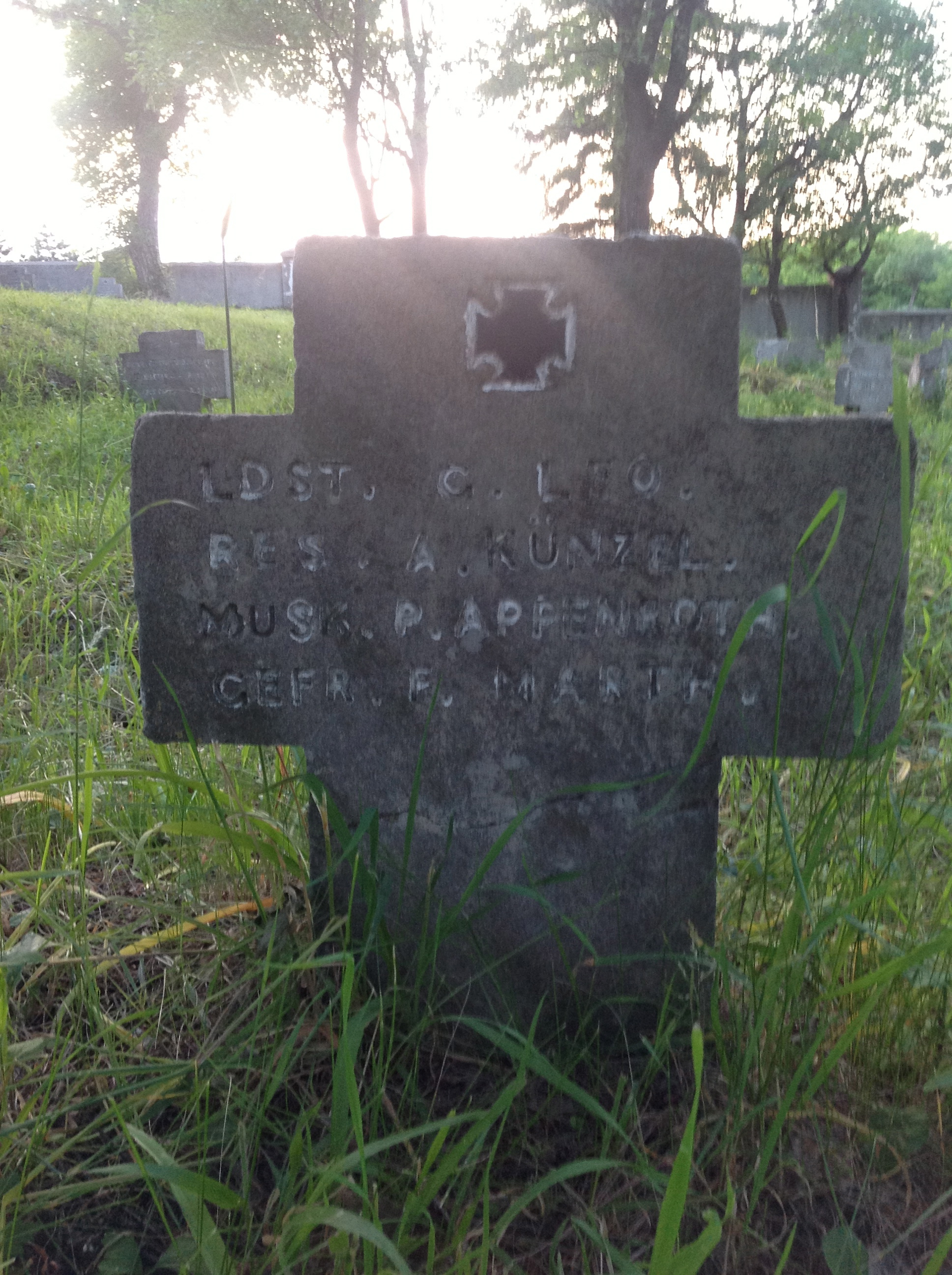
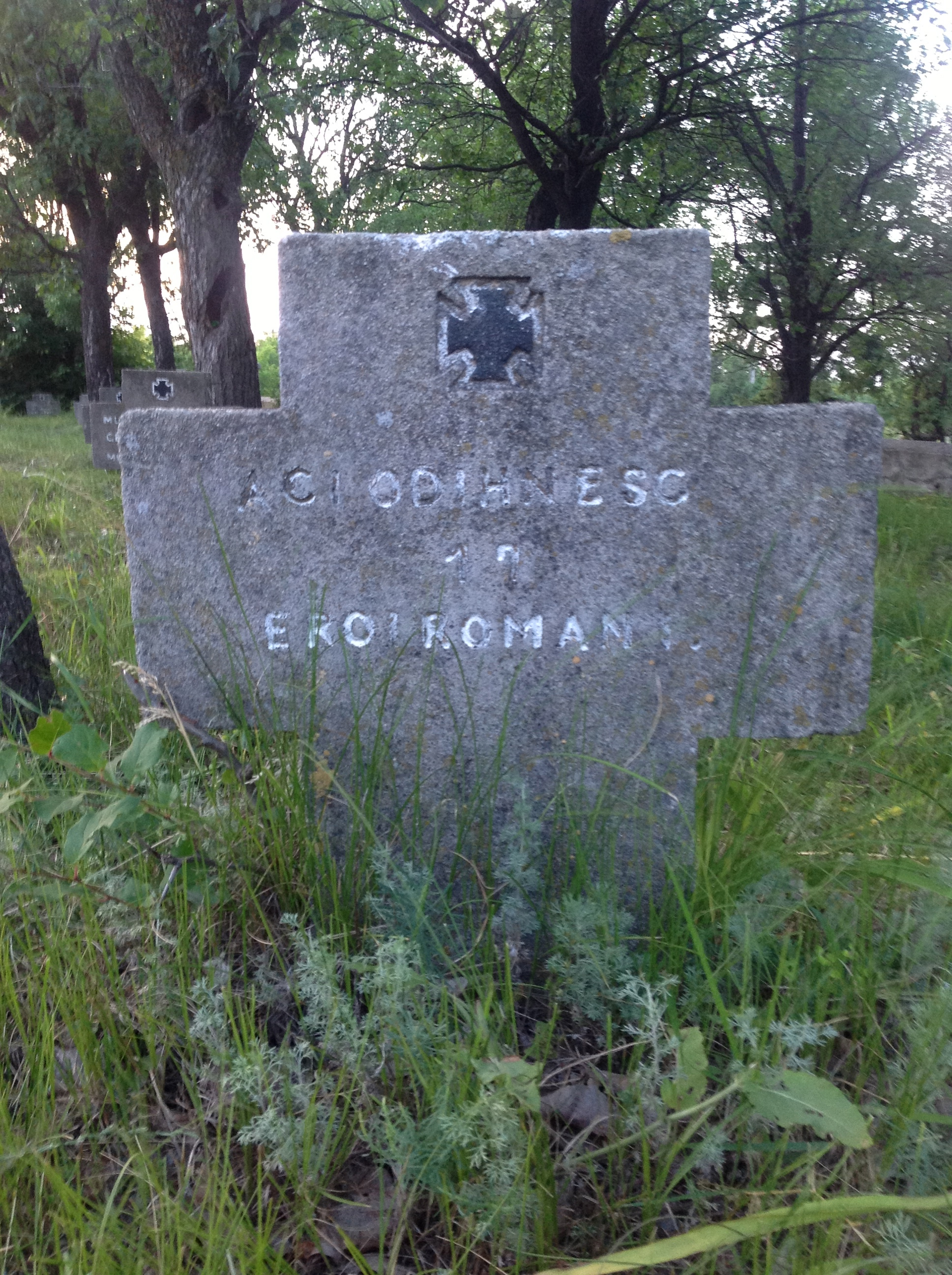
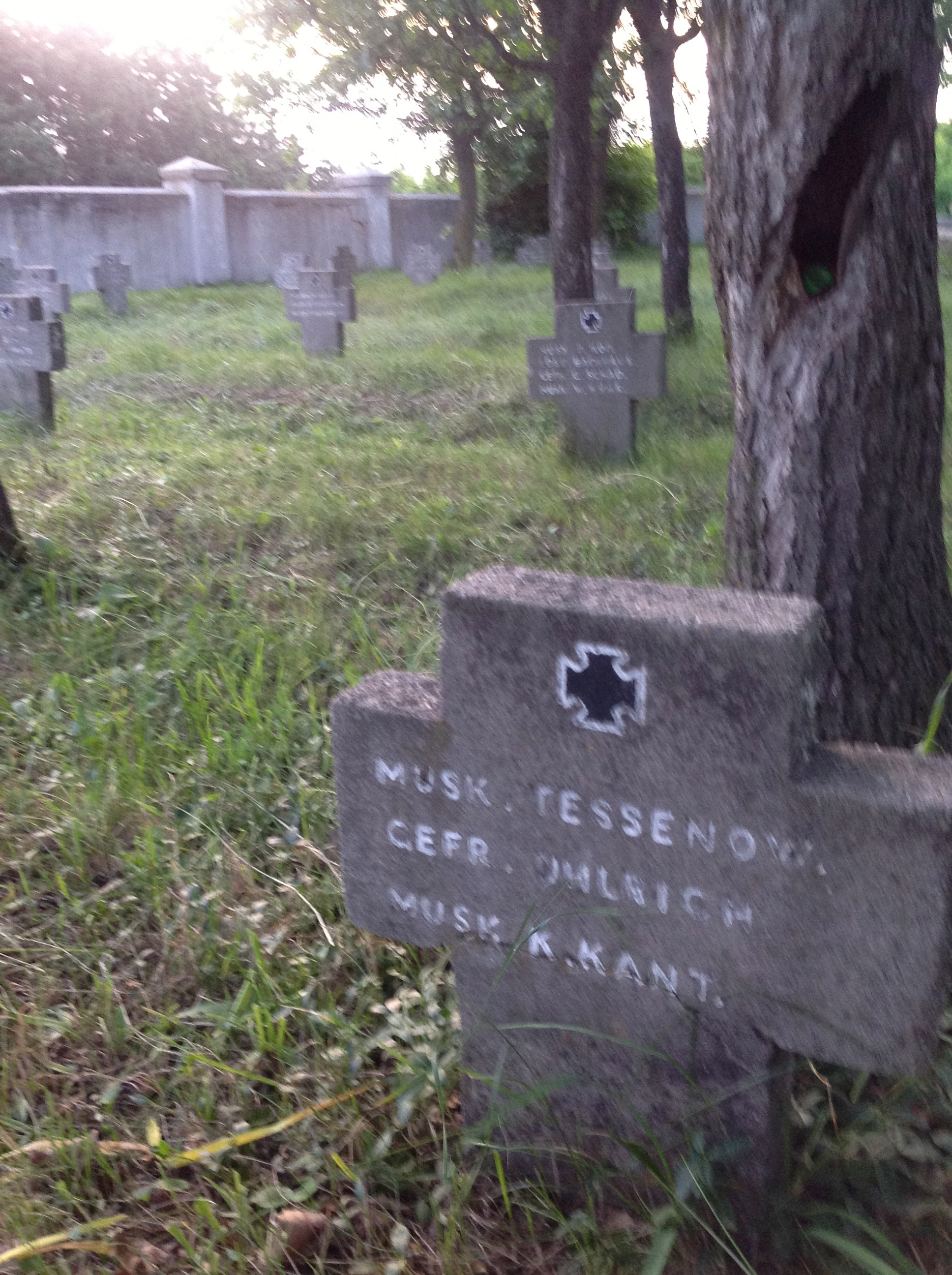
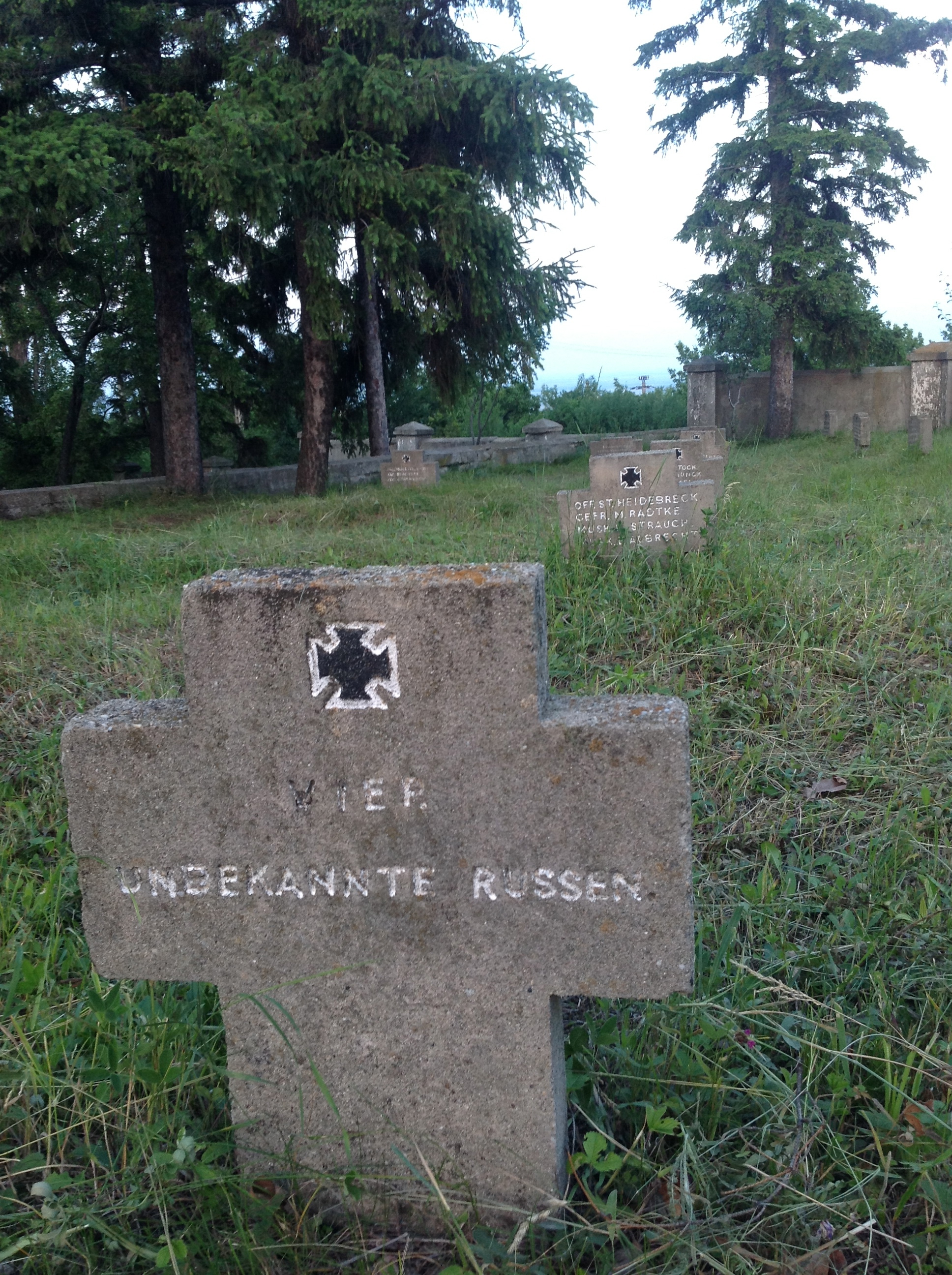
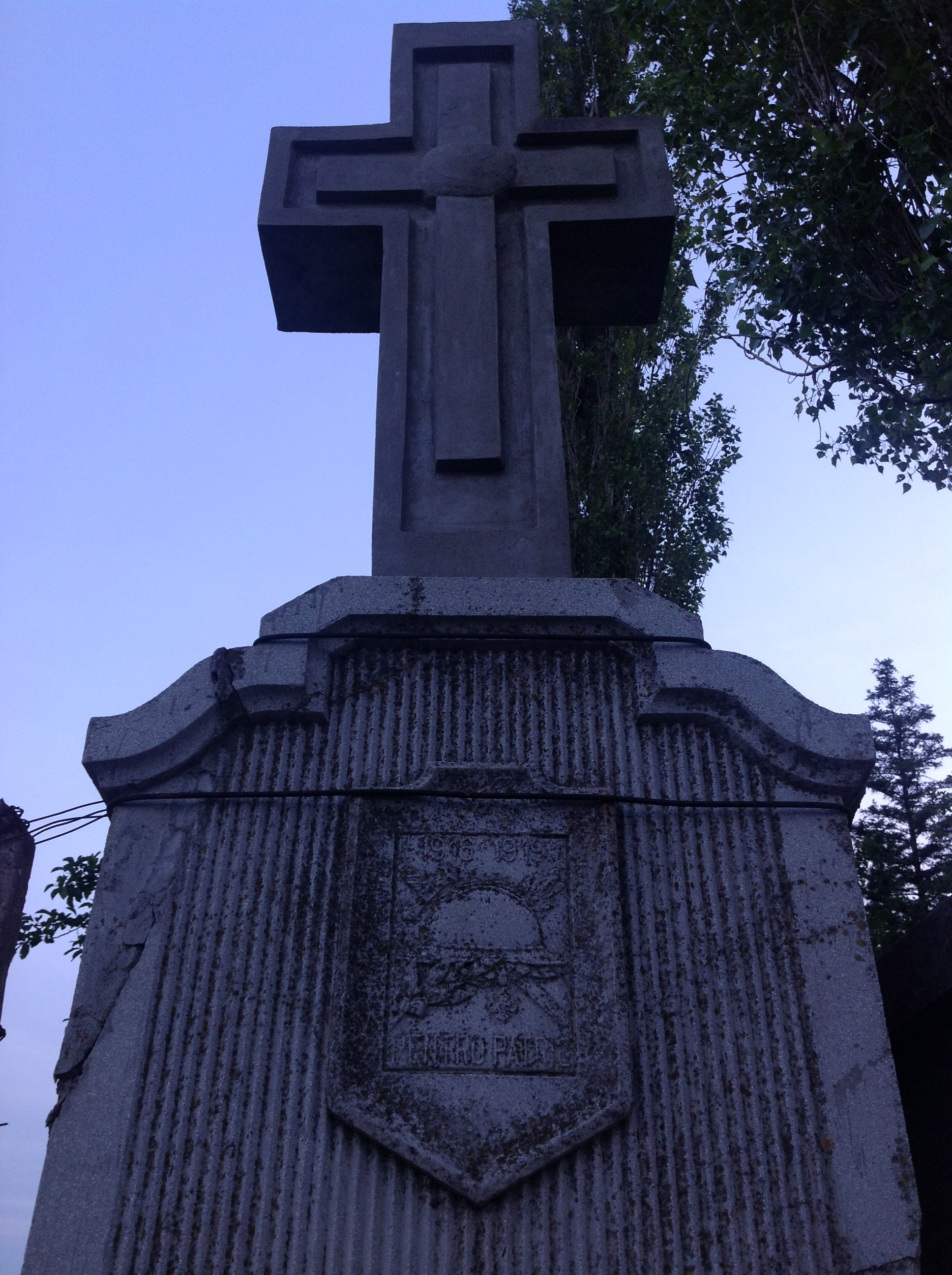
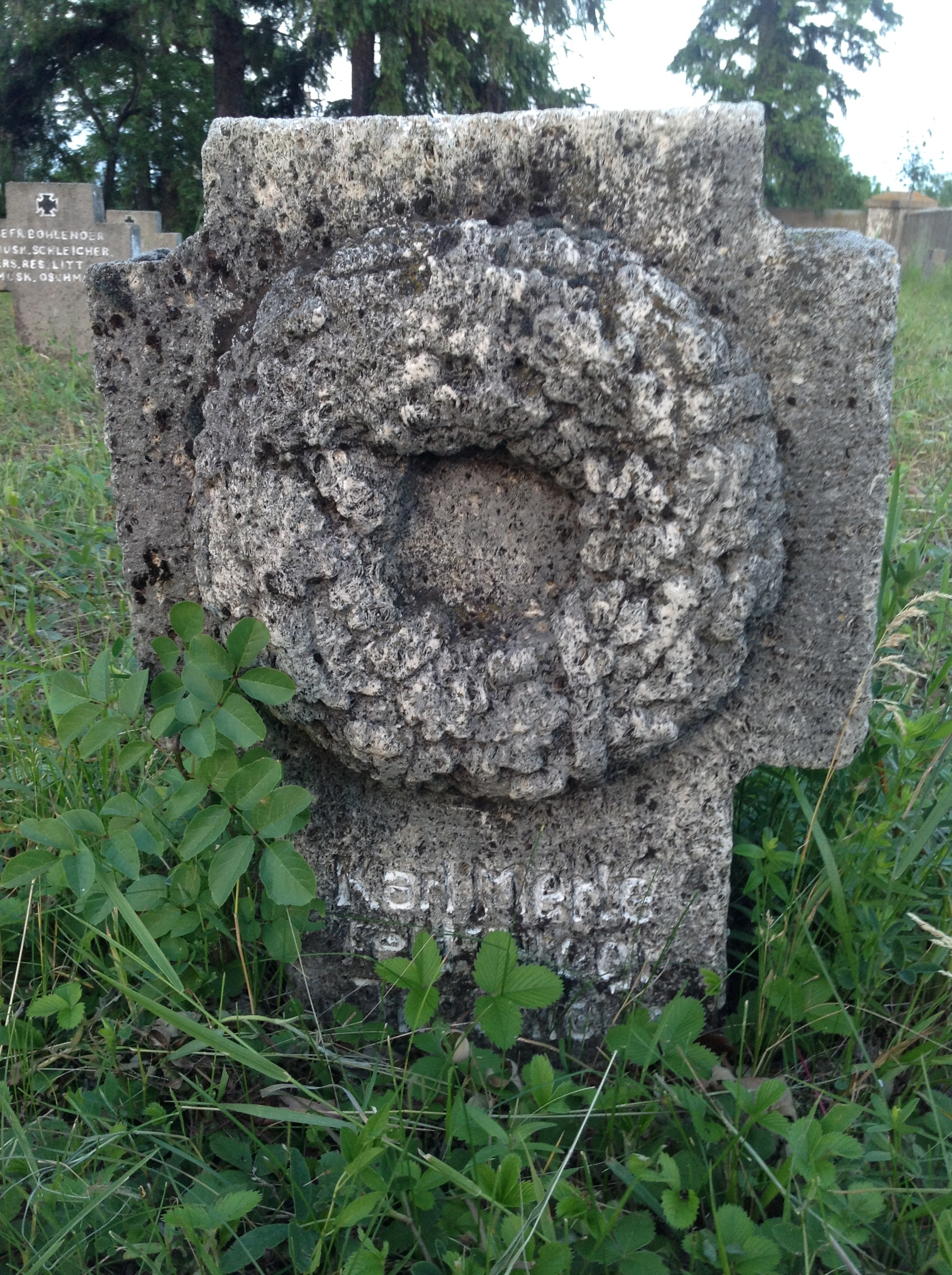
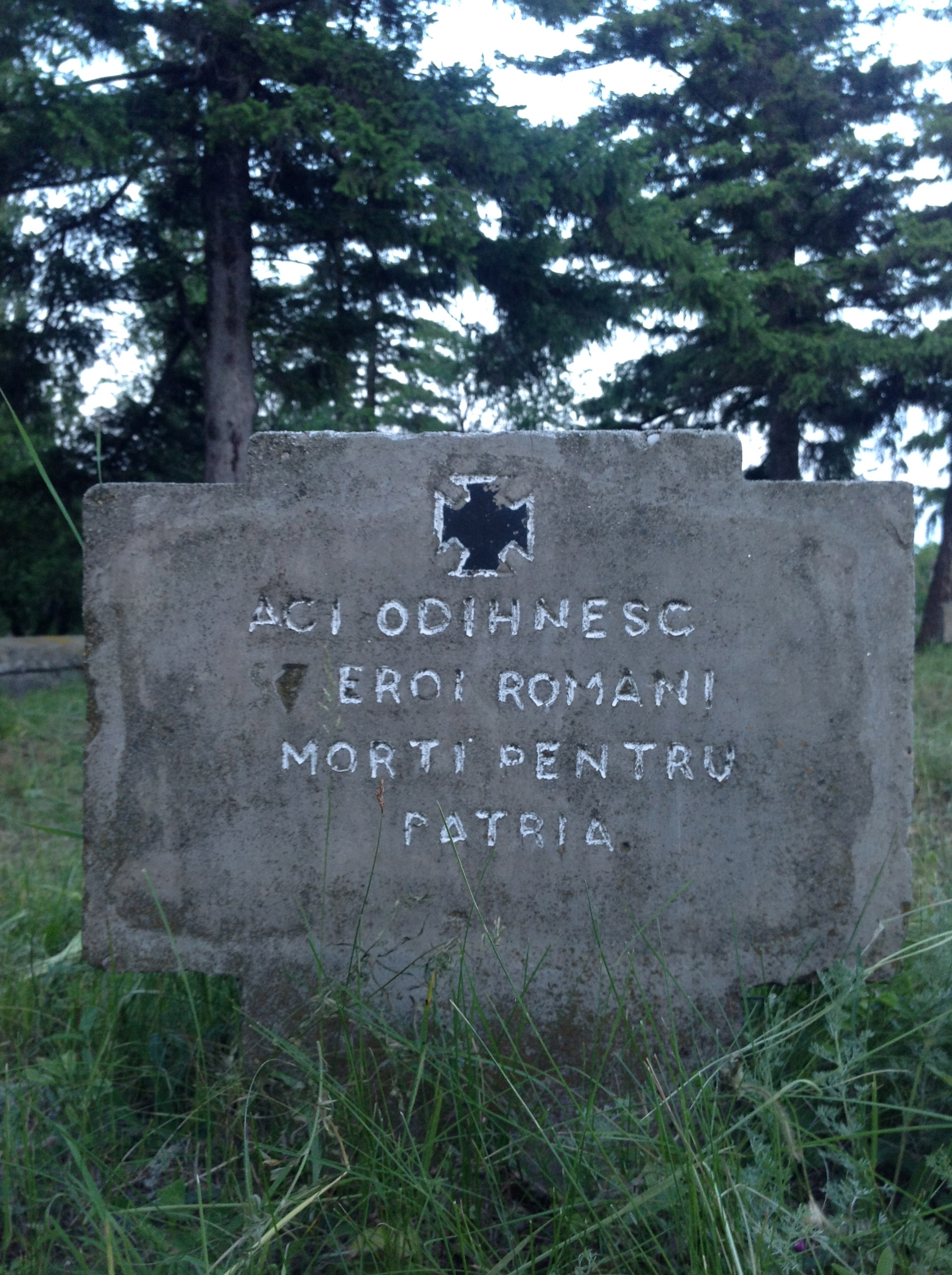
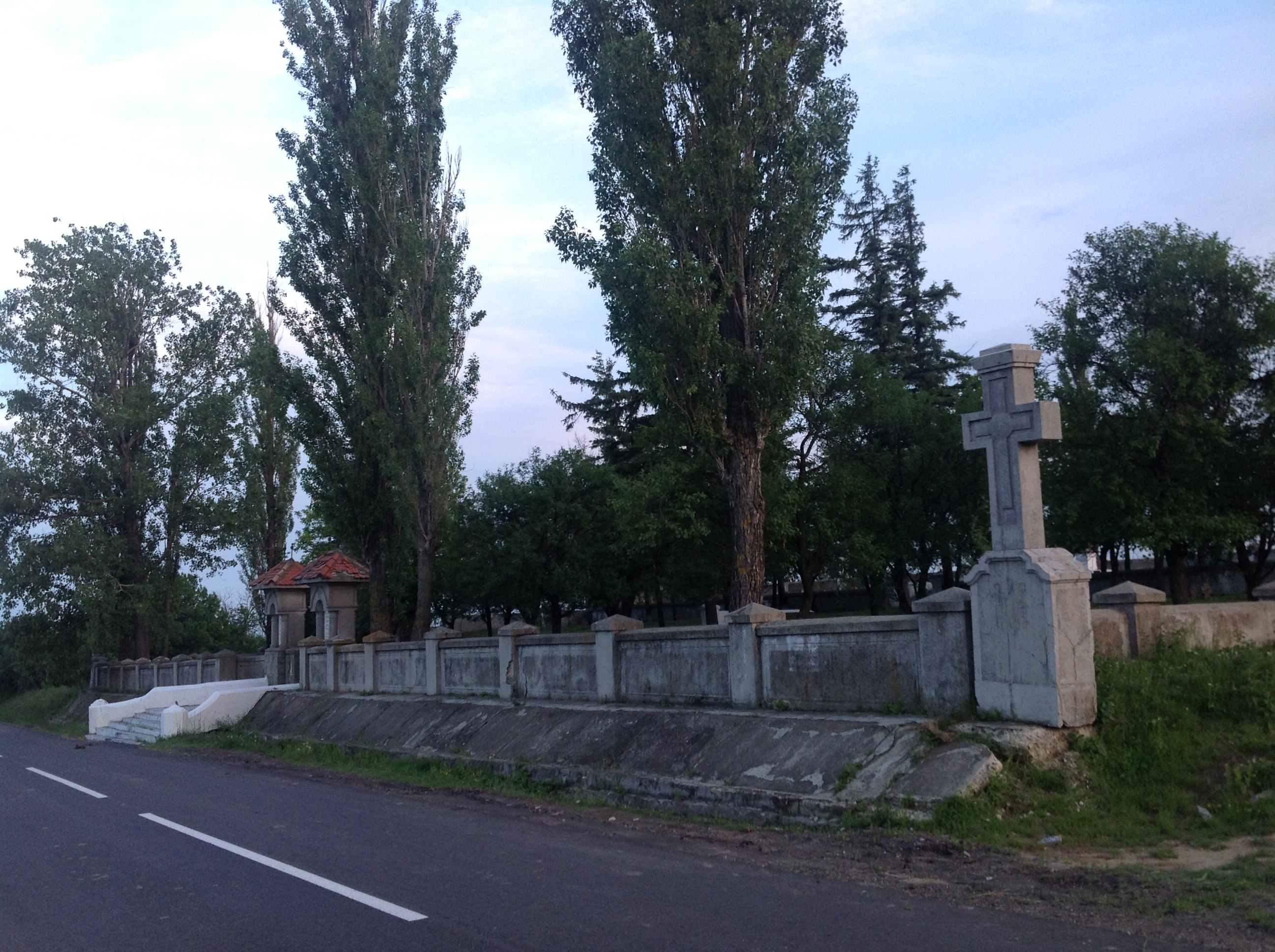